# Norna-Gests þáttr
Fortælling om Norne-Gæst (norrønt Norna-Gests þáttr) er en fornaldersaga – altså en eventyrsaga. Den er antagelig nedskrevet ca. år 1300. Rammefortællingen er henlagt til kong Olav Tryggvasons hof ca. år 998. Til hoffet kommer den danskfødte kæmpe Gæst eller Norne-Gæst, som fortæller om sit liv og sine oplevelser. Han har levet i mere end 300 år, fordi en af nornerne ved hans fødsel havde slukket den lysestump (af et stearinlys), der angiveligt vil være bestemmende for hans livslænge, således, at dette aldrig brænder helt ud.
Fortællingen er delvist på versemål.

## Indhold
Norne-Gæsts besøg indledes med et væddemål. Hirdmændene tror ham ikke, når han siger, at han har set ædlere guld end den ring, kongen fik af Ulv Raude. Det viser sig, at Norne-Gæst ejer et stykke guld, som han fået fra en saddelgjordring (seletøjet) på Sigurd Fåvnesbanes hest Grane. Han fortæller, at han har kendt Sigurd, Ragnar Lodbrogs søn Bjørn Jernside, kæmpen Starkad, den svenske sagnkonge Sigurd Ring, Harald Hårfagre, en uspecificeret svensk kong Erik i Uppsala og en tysk kong Lodve (muligvis Ludvig den Tyske).

### Norne-Gæst døbes
Historien slutter med, at Norne-Gæst bliver døbt, at han tænder den sidste stump af livslyset, som brænder ud, og han dør.

## Motiver
Sagaen er et langt stykke hen ad vejen ganske enkelt et sammenpluk fra kendte kilder med enkelte ændringer og tilføjelser, der dels beror på, at Nornegæst fortæller i første person og foregiver, at han selv har været med, dels på digterens lyst til at indrette det hele så sagamæssigt som muligt, dels endelig på slutninger efter de bevarede vers (fortællingen om Lyngves død beror således på Reginsmál B 26). Når der i slutningen af kapitel 5 henvises til en Sigurðarsaga, er det enten den gamle saga, eller citatet er, hvad der er rimeligst, på anden hånd. Afsnittet om Gandalfssønnerne er vistnok hentet fra Skjöld. Endelig beror afsnittet om Ragnarssønnerne på den ældre Ragnarssaga (kapitel 12. 13). Enkelte historiske levn optræder også.
Sagaen er ved siden af sine eventyrmotiver også en skildring af trosskiftet: Gæsts hedenske fortid konfronteres med kongens kristne skikke. Der er ligeledes peget på, at sagaen har uærbødig tilnærmelse til sagnmaterialet, forfatteren tillader sig at spøge med sagnheltene, som når Sigurd og Starkad slås.

### Lånemotiver
Selv om Norne-Gæsts fortællinger knyttes til Reginsmál i Den Ældre Edda, Vølsunga saga og andre sagaer, er strukturen og livsløbet et lån fra sagnene om Ahasverus, den evige jøde og om argonauten Meleagros Der er også peget på ligheden med sagnet om Johannes de Temporibus, som tjenestegjorde for Karl den store, og som blev 361 år gammel.

## To varianter
Sagaen er kendt fra Den større saga om Olav Tryggvason i Flatøbogen. Der findes to varianter af sagaen: en som begynder med, at kongen om natten får et åndevarsel om en gæst, og en som begynder med at Norne-Gæst og kongen mødes om dagen.

## Oversættelse til dansk
Sagaen er oversat til dansk af Fr. Winkel Horn og udgivet af Forlaget af Samfundet til den danske Litteraturs Fremme, Kjøbenhavn 1876.

## Motivets genbrug
Sagaen er brugt i den færøske ballade Nornagest ríma og af den danske forfatter Johannes V. Jensen i hans roman Norne-Gæst, som indgår i samleværket Den lange Rejse.